# Piet Peelen
Piet Peelen (Amsterdam, 14 augustus 1965) is een Nederlandse schaker. Hij is sinds 2001 Internationaal Meester (IM).

## Schaakcarrière
In 1985 behaalde Peelen de titel FIDE Master (FM).
Op 11 december 2004 werd het open kampioenschap van Weesp verspeeld dat met 6.5 punt uit 7 ronden door Jovan Ceko uit Amsterdam gewonnen werd. Harmen Jonkman eindigde met 6 punten op de tweede plaats en Piet Peelen werd derde met 6 punten. Jonkman en Peelen eindigden weliswaar gelijk, maar Jonkman had meer weerstandspunten.
Peelen wist in zijn schaakcarrière het Kees Besselink c4-toernooi liefst drie keer te winnen: In 2004, 2005 en 2014.
In 2007 werd hij gedeeld 10e-15e, met onder meer Cekro Ekrem, op het elfde OGD rapid-toernooi in Delft, dat werd gewonnen door Andrej Orlov.
In november 2009 won hij in Volendam het Noord-Hollands kampioenschap rapidschaak.
In 2014 werd Peelen met 5.5 pt. uit 7 derde op het door Dimitri Reinderman gewonnen NK Fischer Random Chess. Yasser Seirawan eindigde als tweede.
In 2018 won hij in Heerhugowaard met 6.5 pt. uit 7, een half punt boven GM Erik van den Doel, het Chrysantentoernooi, waaraan onder andere werd deelgenomen door 2 grootmeesters en 7 meesters.